# Israel Adesanya
Israel Mobolaji Odunayo Oluwafemi Temitayo Owolabi Adesanya (n. 22 iulie 1989 în Lagos, Nigeria) este un luptător profesionist de arte marțiale mixte (MMA), kickboxer și fost boxer nigerian-nou-zeelandez cu mai multe campionate în toate cele trei discipline. Ca artist marțial mixt, concurează în prezent în divizia de greutate mijlocie în Ultimate Fighting Championship (UFC), unde a fost campionul diviziei de două ori. În kickboxing, el este un fost contestatar la titlul Glory Middleweight Championship. Începând cu 4 februarie 2025, este pe locul 4 în clasamentul categoriei mijlocie din UFC.
Adesanya este considerat unul dintre cei mai buni strikeri din artele marțiale mixte, atât ofensiv, cât și defensiv, și nu a fost niciodată doborât în UFC.

## Campionate și realizări

### Box
- Turneu de box Super 8
  - Campion Super 8 III Cruiserweight (turneu cu opt oameni)[15]
  - Campion Super 8 IV Cruiserweight (turneu cu patru oameni)[16]

### Kickboxing
- Regele în ring
  - Regele inelului 86 Campion kg II (turneul cu opt oameni)[17]
  - Regele inelului 86 kg III Campion (turneul cu opt oameni)[18]
  - Campion King in the Ring 100kgs II (turneul cu opt oameni)[19]
- Glorie
  - Câștigător al turneului Glory Middleweight Contender 2016 (turneul cu patru bărbați)[20]

Premii
- Combat Press
  - Lupta anului 2017 (vs. Alex Pereira ) [21]

### Arte martiale mixte
- Ultimate Fighting Championship
  - Campion UFC la categoria medie (o singură dată, prezent)
    - Cinci apărări reușite ale titlului 

  - Campion interimar UFC la categoria medie (o singură dată) 
  - Performance of the Night (de cinci ori) împotriva lui Rob Wilkinson, Brad Tavares⁠(d), Derek Brunson⁠(d), Robert Whittaker⁠(d) și Paulo Costa⁠(d)[22][23][24] [25][26]
  - Fight of the Night (de două ori) vs. Anderson Silva and Kelvin Gastelum⁠(d)[27][28]
  - Cele mai multe doborâri într-o luptă pentru titlul UFC (4) [29]
  - A doua cea mai lungă serie de victorii din istoria diviziei de greutate mijlocie din UFC (12)[30]
  - Al doilea cu cele mai multe victorii în lupte pentru titluri din istoria diviziei din greutatea mijlocie din UFC (7)[30]
  - Cel mai lung timp mediu de luptă din istoria diviziei de greutate mijlocie din UFC (17.35)[30]
- Australian Fighting Championship
  - Campion AFC la categoria mijlocie (o singură dată)
- Hex Fighting Series Middleweight
  - Campion la categoria medie Hex Fighting Series (o singură dată)
- MMAJunkie.com
  - Noul venit al anului 2018 [31]
  - Lupta lunii aprilie 2019 vs. Kelvin Gastelum [32]
  - Lupta anului 2019 vs. Kelvin Gastelum [33]
  - Luptătorul masculin al anului 2019 [34]
- MMA Fighting
  - Luptătorul Anului 2018 Breakthrough [35]
  - Lupta anului 2019 vs. Kelvin Gastelum [36]
  - Luptătorul anului 2019 [37]
- CombatPress.com
  - Breakout Fighter of the Year 2018 [38]
  - Luptătorul masculin al anului 2019 [39]
  - Lupta anului 2019 vs. Kelvin Gastelum [40]
- CagesidePress.com
  - Luptătorul anului 2019 [41]
  - Lupta anului 2019 vs. Kelvin Gastelum [42]
- MMADNA.nl
  - Steaua în devenire a anului 2018.[43]
- The Body Lock
  - Luptătorul anului 2019 [44]
- Premiile Mondiale MMA
  - Luptătorul Anului 2018 Breakthrough [45]
  - 2019 – iulie 2020 Luptătorul anului Charles „Mask” Lewis[46]
  - 2019 – iulie 2020 Luptătorul internațional al anului[46]^
  - Luptătorul internațional al anului 2021 [47]^
- Perioada de vot pentru premiile din 2019 a durat din ianuarie 2019 până în iulie 2020, din cauza pandemiei de COVID-19. Ulterior, perioada de vot pentru premiile din 2021 a durat din iulie 2020 până în iulie 2021.
- MMAMania.com
  - Luptătorul anului 2019 [48]
  - Lupta anului 2019 împotriva vs. Kelvin Gastelum⁠(d) [49]
- Premiile Halberg
  - Sportivul anului din Noua Zeelandă 2019 [50]
- Wrestling Observer Newsletter
  - Cel mai remarcabil luptător al anului (2019, 2020)[51] [52]
  - Meciul MMA al anului (vs. Kelvin Gastelum, 2019)[51]

## Record în arte marțiale mixte
| Rezultate profesioniste |             |              |
| 29 meciuri              | 24 victorii | 5 înfrângeri |
| Prin knockout           | 16          | 2            |
| Prin predare            | 0           | 1            |
| La puncte               | 8           | 2            |

| Rezultat   | La general | Adversar            | Metodă                   | Eveniment                                  | Data               | Runda | Timp | Locația                      | Note                                                                                    |
| ---------- | ---------- | ------------------- | ------------------------ | ------------------------------------------ | ------------------ | ----- | ---- | ---------------------------- | --------------------------------------------------------------------------------------- |
| Înfrângere | 24–5       | Nassourdine Imavov  | TKO (pumni)              | UFC Fight Night: Adesanya vs. Imavov       | 1 februarie 2025   | 2     | 0:30 | Riyadh, Arabia Saudită       |                                                                                         |
| Înfrângere | 24–4       | Dricus du Plessis   | Predare (face crank)     | UFC 305                                    | 18 august 2024     | 4     | 3:38 | Perth, Australia             | Pentru centura UFC Middleweight Championship.                                           |
| Înfrângere | 24–3       | Sean Strickland     | Decizie (unanimă)        | UFC 293                                    | 10 septembrie 2023 | 5     | 5:00 | Sydney, Australia            | Pierde centura UFC Middleweight Championship.                                           |
| Victorie   | 24–2       | Alex Pereira        | KO (punches)             | UFC 287                                    | 8 aprilie 2023     | 2     | 4:21 | Miami, Florida, SUA          | Câștigă centura UFC Middleweight Championship. Performance of the Night.                |
| Înfrângere | 23–2       | Alex Pereira        | TKO (punches)            | UFC 281                                    | 12 noiembrie 2022  | 5     | 2:01 | New York City, New York, SUA | Pierde centura UFC Middleweight Championship.                                           |
| Victorie   | 23–1       | Jared Cannonier⁠(d)  | Decizie (unanimă)        | UFC 276⁠(d)                                 | 02 iulie 2022      | 5     | 5:00 | Las Vegas, Nevada, SUA       | Păstrează centura UFC Middleweight Championship.                                        |
| Victorie   | 22–1       | Robert Whittaker⁠(d) | Decizie (unanimă)        | UFC 271⁠(d)                                 | 12 februarie 2022  | 5     | 5:00 | Houston, Texas, SUA          | Păstrează centura UFC Middleweight Championship.                                        |
| Victorie   | 21–1       | Marvin Vettori⁠(d)   | Decizie (unanimă)        | UFC 263⁠(d)                                 | 12 iunie 2021      | 5     | 5:00 | Glendale, Arizona, SUA       | Păstrează centura UFC Middleweight Championship.                                        |
| Înfrângere | 20–1       | Jan Błachowicz⁠(d)   | Decizie (unanimă)        | UFC 259⁠(d)                                 | 6 martie 2021      | 5     | 5:00 | Las Vegas, Nevada, SUA       | Debut în categoria semigrea. Pentru campionatul UFC Light Heavyweight Championship.     |
| Victorie   | 20–0       | Paulo Costa⁠(d)      | TKO (punches and elbows) | UFC 253⁠(d)                                 | 27 septembrie 2020 | 2     | 3:59 | Abu Dhabi                    | Defended the UFC Middleweight Championship. Performance of the Night.                   |
| Victorie   | 19–0       | Yoel Romero         | Decizie (unanimă)        | UFC 248⁠(d)                                 | 7 martie 2020      | 5     | 5:00 | Las Vegas, Nevada, SUA       | Defended the UFC Middleweight Championship.                                             |
| Victorie   | 18–0       | Robert Whittaker⁠(d) | KO (punches)             | UFC 243⁠(d)                                 | 6 octombrie 2019   | 2     | 3:33 | Melbourne, Australia         | Câștigă și unifică campionatul UFC Middleweight Championship. Performance of the Night. |
| Victorie   | 17–0       | Kelvin Gastelum⁠(d)  | Decizie (unanimă)        | UFC 236⁠(d)                                 | 13 aprilie 2019    | 5     | 5:00 | Atlanta, Georgia, SUA        | Câștigă campionatul interimar UFC Middleweight Championship. Fight of the Night.        |
| Victorie   | 16–0       | Anderson Silva      | Decizie (unanimă)        | UFC 234⁠(d)                                 | 10 februarie 2019  | 3     | 5:00 | Melbourne, Australia         | Fight of the Night.                                                                     |
| Victorie   | 15–0       | Derek Brunson⁠(d)    | TKO (knees and punches)  | UFC 230⁠(d)                                 | 3 noiembrie 2018   | 1     | 4:51 | New York City, New York, SUA | Performance of the Night.                                                               |
| Victorie   | 14–0       | Brad Tavares⁠(d)     | Decizie (unanimă)        | The Ultimate Fighter: Undefeated Finale⁠(d) | 6 iulie 2018       | 5     | 5:00 | Las Vegas, Nevada, SUA       | Performance of the Night.                                                               |
| Victorie   | 13–0       | Marvin Vettori⁠(d)   | Decizie (split)          | UFC on Fox: Poirier vs. Gaethje⁠(d)         | 14 aprilie 2018    | 3     | 5:00 | Glendale, Arizona, SUA       |                                                                                         |
| Victorie   | 12–0       | Rob Wilkinson       | TKO (knees and punches)  | UFC 221⁠(d)                                 | 11 februarie 2018  | 2     | 3:37 | Perth, Australia             | Performance of the Night.                                                               |
| Victorie   | 11–0       | Stuart Dare         | KO (head kick)           | Hex Fighting Series 12                     | 24 noiembrie 2017  | 1     | 4:53 | Melbourne, Australia         | Won the vacant Hex Fight Series Middleweight Championship.                              |
| Victorie   | 10–0       | Melvin Guillard⁠(d)  | TKO (punches)            | AFC 20⁠(d)                                  | 28 iulie 2017      | 1     | 4:49 | Melbourne, Australia         | Won the AFC Middleweight Championship.                                                  |
| Victorie   | 9–0        | Murad Kuramagomedov | TKO (punches)            | Wu Lin Feng: E.P.I.C. 4                    | 28 mai 2016        | 2     | 1:05 | Henan, China                 |                                                                                         |
| Victorie   | 8–0        | Andrew Flores Smith | TKO (corner stoppage)    | Glory of Heroes 2                          | 7 mai 2016         | 1     | 5:00 | Shenzhen, China              |                                                                                         |
| Victorie   | 7–0        | Dibir Zagirov       | TKO (punches)            | Wu Lin Feng: E.P.I.C. 2                    | 13 martie 2016     | 2     | 2:23 | Henan, China                 |                                                                                         |
| Victorie   | 6–0        | Vladimir Katykhin   | TKO (doctor stoppage)    | Wu Lin Feng: E.P.I.C. 1                    | 13 ianuarie 2016   | 2     | 2:13 | Henan, China                 |                                                                                         |
| Victorie   | 5–0        | Gele Qing           | TKO (elbows)             | Wu Lin Feng 2015: New Zealand vs. China    | 19 septembrie 2015 | 2     | 3:37 | Auckland, Noua Zeelandă      |                                                                                         |
| Victorie   | 4–0        | Maui Tuigamala      | TKO (kick to the body)   | Fair Pay Fighting 1                        | 5 septembrie 2015  | 2     | 1:25 | Auckland, Noua Zeelandă      |                                                                                         |
| Victorie   | 3–0        | Song Kenan⁠(d)       | TKO (head kick)          | The Legend of Emei 3                       | 8 august 2015      | 1     | 1:59 | Shahe⁠(d), China              |                                                                                         |
| Victorie   | 2–0        | John Vake           | TKO (punches)            | Shuriken MMA: Best of the Best             | 15 iunie 2013      | 1     | 4:43 | Auckland, Noua Zeelandă      |                                                                                         |
| Victorie   | 1–0        | James Griffiths     | TKO (punches)            | Supremacy Fighting Championship 9          | 24 martie 2012     | 1     | 2:09 | Auckland, Noua Zeelandă      | Debut în categoria mijlocie.                                                            |

## Record în box
| No. | Rezultat   | Record | Adversar         | Metodă | Rundă, minut | Dată              | Oraș                                                  | Note                                                          |
| --- | ---------- | ------ | ---------------- | ------ | ------------ | ----------------- | ----------------------------------------------------- | ------------------------------------------------------------- |
| 6   | Victorie   | 5–1    | Lance Bryant     | UD     | 3            | 3 noiembrie 2015  | SkyCity, Auckland, Noua Zeelandă                      | Super 8 Boxing Tournament IV: cruiserweight final             |
| 5   | Victorie   | 4–1    | Zane Hopman      | UD     | 3            | 3 noiembrie 2015  | SkyCity⁠(d), Auckland, Noua Zeelandă                   | Super 8 Boxing Tournament IV: cruiserweight semi-final⁠(d)     |
| 4   | Victorie   | 3–1    | Brian Minto      | SD     | 3            | 28 martie 2015    | Horncastle Arena, Christchurch, Noua Zeelandă         | {{Small\|Super 8 Boxing Tournament III: cruiserweight final   |
| 3   | Victorie   | 2–1    | Lance Bryant     | MD     | 3            | 28 martie 2015    | Horncastle Arena, Christchurch, Noua Zeelandă         | Super 8 Boxing Tournament III: cruiserweight semi-final       |
| 2   | Victorie   | 1–1    | Asher Derbyshire | KO     | 2 (3)        | 28 martie 2015    | Horncastle Arena⁠(d), Christchurch, Noua Zeelandă      | Super 8 Boxing Tournament III: cruiserweight quarter-final⁠(d) |
| 1   | Înfrângere | 0–1    | Daniel Ammann    | UD     | 3            | 22 noiembrie 2014 | North Shore Events Centre⁠(d), Auckland, Noua Zeelandă | Super 8 Boxing Tournament II: cruiserweight quarter-final⁠(d)  |